# Beiginis
Beginish (Beiginis in gaelico irlandese) è una delle isole Blasket, arcipelago del Kerry, nella Repubblica d'Irlanda.
Morfologicamente piatta e poco vasta, con un'altezza massima di 14 metri, è situata nello stretto chiamato Blasket Sound, tra Great Blasket e la terraferma. Ha una considerevole colonia di sterne codalunga (Sterna paradisaea) ed è uno dei principali luoghi in Irlanda dove nascono le foche grigie, ma è pascolata in certi periodi anche da ovini trasportati in loco dagli abitanti delle coste vicine.
L'isoletta era una volta abitata; in epoca moderna è abbandonata come tutte le altre isole Blasket anche se, si presuppone, da molto più tempo di esse.